# Ruth Crawford Seeger

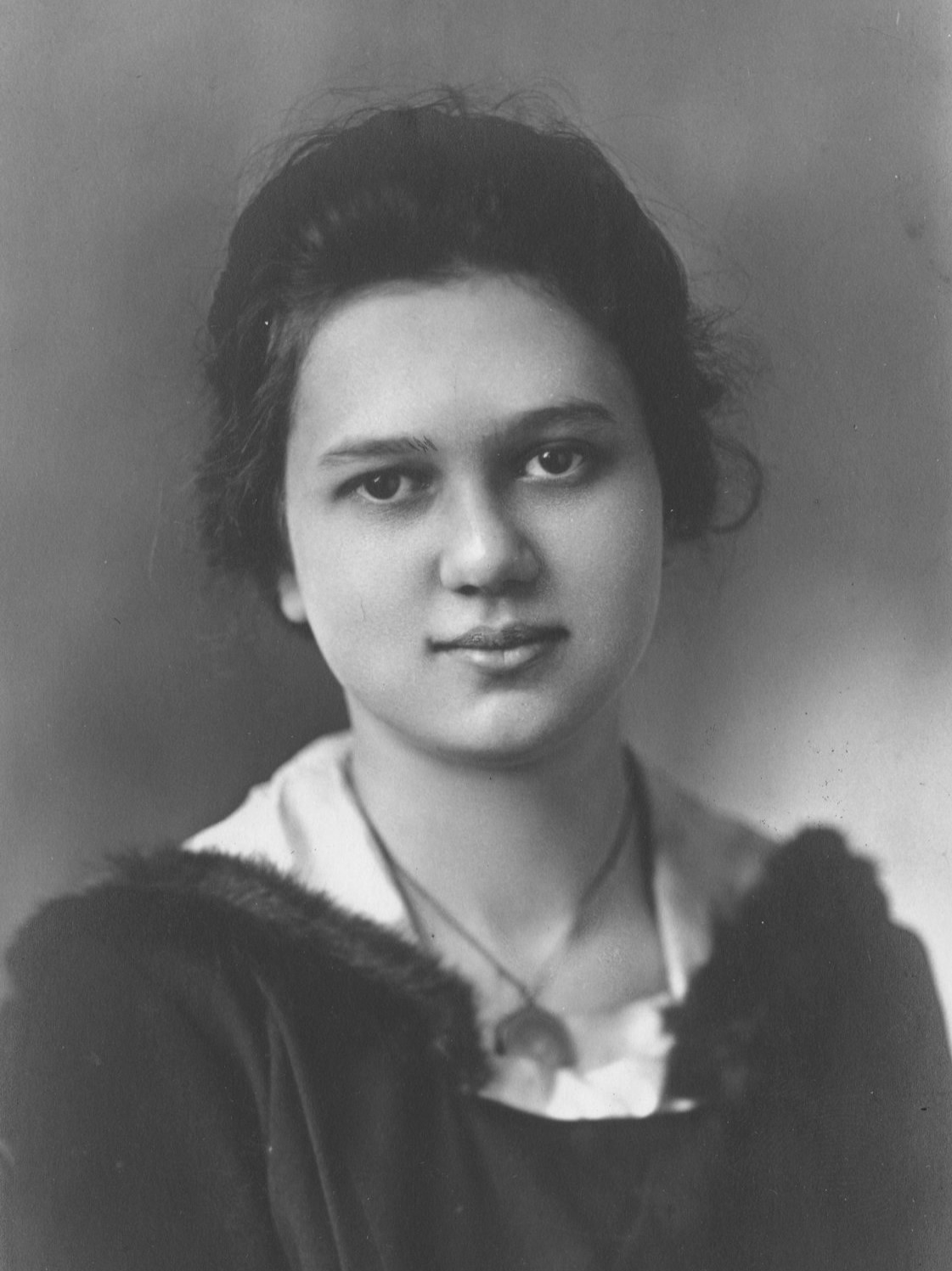
Ruth Crawford Seeger op jonge leeftijd.

Ruth Crawford Seeger (geb. Ruth Porter Crawford; East Liverpool, 3 juli 1901 - Chevy Chase, 18 november 1953) was een Amerikaanse componiste en onderzoekster van volksmuziek. Haar muziek, die ze vooral op jonge leeftijd schreef, is zeer vooruitstrevend en had grote invloed op generaties Amerikaanse modernisten na haar, in het bijzonder op Elliott Carter.

## Jeugd
Crawford werd geboren als tweede kind van de methodistische predikant Clark Crawford en diens vrouw Clara Crawford-Graves. Doordat haar vader op verschillende plaatsen beroepen werd, verhuisde het gezin geregeld, tot de familie in 1912 in Jacksonville (Florida) te wonen kwam. Twee jaar daarna overleed haar vader aan tuberculose. Haar moeder probeerde het gezin te onderhouden door een pension te runnen.
Ruth toonde al vroeg muzikaal talent en blonk uit in pianospel. Ook had ze aspiraties om schrijfster te worden. Toen Crawford in 1918 haar middelbare school afrondde, begon ze zelfs aan een carrière als concertpianiste.

## Loopbaan
Crawford trad vooral in haar eigen omgeving op. Dit veranderde in 1921, toen ze zich liet inschrijven aan het Conservatorium van Chicago. Aanvankelijk wilde ze daar maar een jaar doorbrengen om haar diploma voor pianolerares te halen. In de grote stad ging er echter een wereld aan muziek voor haar open. Naast uitvoeringen van wereldpianisten als Sergej Rachmaninov en Arthur Rubinstein hoorde ze ook voor het eerst opera. Al gauw verschoof de focus van haar studie aan het conservatorium van piano naar compositie, welk vak ze van Adolf Weidig kreeg. Rond 1923 ontstonden haar eerste composities.
Crawford zou uiteindelijk tot 1929 aan het conservatorium blijven studeren. Belangrijker echter was haar ontmoeting met Djane Lavoie-Herz, die haar privélerares werd. Herz was deel van een intellectuele incrowd met sterk esoterische interesses als theosofie. Zo maakte ze kennis met het late werk van Alexander Skrjabin, maar ook met Dane Rudhyar en Henry Cowell, componisten met een sterk experimentele instelling. Vanaf dat moment ging Crawford steeds radicaler componeren.
In 1929 verhuisde ze naar New York om bij Charles Seeger verder te studeren. Ze zou in 1932 met hem trouwen. De culturele intelligentsia van de stad was onder de indruk van haar werk: in 1930 kreeg ze als eerste vrouw ooit een Guggenheim Fellowship. Dat stelde haar in staat nu ook naar Europa te reizen. Het lukte haar echter niet om haar muziek gepubliceerd te krijgen, ondanks ontmoetingen die ze had met onder meer Alban Berg en Béla Bartók. In 1933 vertegenwoordigde ze wel haar vaderland op het festival van de International Society for Contemporary Music in Amsterdam.
Nadat Ruth en Charles in 1936 naar Washington D.C. verhuisden, componeerden zij en haar man nog maar weinig. Ze ging haar man bijstaan in zijn onderzoek naar Amerikaanse volksliedjes. Tezamen brachten ze diverse bundels transcripties uit. Soms arrangeerde ze die, of schreef ze een compositie op basis van deze liedjes.
In 1952 keerde Crawford Seeger nog één keer terug naar haar radicale verleden met haar Suite voor blaaskwintet. De hernieuwde focus op compositie kreeg echter geen vervolg: het jaar daarop stierf ze aan darmkanker.

## Stijl
De kring rond het echtpaar Seeger stond in zijn tijd bekend als de "ultramodernen". Inderdaad is het betrekkelijk kleine oeuvre van Ruth Crawford Seeger radicaal en vaak visionair. Dat geldt a fortiori voor de werken die ze kort voor of rond haar huwelijk schreef. In Crawfords Strijkkwartet uit 1931 kondigen de grotendeels atonale, onafhankelijk bewegende stemmen al hoorbaar het werk van Elliott Carter aan, die daar vanaf de jaren vijftig op zou voortbouwen. Haar man noemde deze stijl 'dissonant contrapunt'. Ook de Piano Study in Mixed Accents wordt vrij veel uitgevoerd.
Crawford Seegers latere werk, bestaande uit bewerkingen van volksliedjes, is van veel minder belang maar raakte bij het grote publiek wel veel bekender.

## Privé
Door haar huwelijk in 1932 met Charles Seeger werd Ruth Crawford Seeger de stiefmoeder van folkzanger Pete Seeger. Haar eigen kinderen Mike Seeger en Peggy Seeger gingen ook de folkwereld in.

## Werk

### Vroege periode
- Little Waltz voor piano, 1922
- Pianosonate, 1923
- Theme and Variations, voor piano, 1923
- Little Lullaby, voor piano, 1923
- Jumping the Rope (Playtime), voor piano, 1923
- Caprice, voor piano, 1923
- Whirligig, voor piano, 1923
- Mr Crow and Miss Wren Go for a Walk (A Little Study in Short Trills), voor piano, 1923
- Kaleidoscopic Changes on an Original Theme, Ending with a Fugue, voor piano, 1924
- Five Canons, voor  piano, 1924
- Pianopreludes nr. 1–5, 1924–25
- Adventures of Tom Thumb, 1925
- Vioolsonate, 1926
- Two Movements for Chamber Orchestra (Music for Small Orchestra), 1926
- We Dance Together, for piano, 1926
- Pianopreludes nr. 6–9, 1927–28 (verbeterde versie)
- Suite nr. 1, voor vijf blaasinstrumenten en piano, 1927, herz. 1929
- Suite nr. 2, voor vier strijkers en piano, 1929
- Five Songs to Poems by Carl Sandburg: Home Thoughts, White Moon, Joy, Loam, Sunsets, 1929

### Middenperiode
- Piano Study in Mixed Accents (drie versies), 1930
- Four Diaphonic Suites: nr. 1 voor hobo of fluit, nr. 2 voor fagot en cello (of twee celli), nr. 3 voor twee klarinetten, nr. 4 voor hobo (of altviool) en cello, 1930
- Three Chants for Female Chorus: To an Unkind God, To an Angel, To a Kind God, 1930
- Three Songs to poems by Carl Sandburg, voor alt, piano, hobo, slagwerk "en facultatief orkest": Rat Riddles, Prayers of Steel, In Tall Grass, 1930–1932
- Strijkkwartet, 1931
- Andante voor strijkers (naar het derde deel uit het Strijkkwartet), 1931?
- Twee ricercari op gedichten van Hsi Tseng Tsiang: Sacco, Vanzetti; "Chinaman, Laundryman", 1932
- The Love at the Harp, 1932

### Late periode
- Nineteen American Folk Songs for Piano, 1936–1938
- Rissolty, Rossolty, 1939–1941
- American Folk Songs for Children, 1948
- Animal Folk Songs for Children, 1950
- Suite voor blaaskwintet, 1952
- American Folk Songs for Christmas, 1953

### Datum onbekend
- Liederen: Those Gambler's Blues, Lonesome Road, Lord Thomas, Sweet Betsy From Pike, Go to Sleep, What'll We Do with the Baby?, Three Ravens, A Squirrel is a Pretty Thing, Who Built the Ark?, Every Monday Morning, I Wish I Was Single

- Bibsys: 23115
- Biblioteca Nacional de España: XX1065852
- Bibliothèque nationale de France: cb12505665r (data)
- CiNii: DA09856714
- Gemeinsame Normdatei: 11891202X
- International Standard Name Identifier: 0000 0000 8374 4769
- Library of Congress Control Number: n81046922
- Nationale Bibliotheek van Letland: 000337412
- MusicBrainz: bd108522-8856-4eba-8747-f38860a51818
- Bibliotheek van het Japanse parlement: 01064353
- Nationale Bibliotheek van Tsjechië: mzk2013770750
- Nationale bibliotheek van Australië: 35899034
- Nationale Bibliotheek van Israël: 987007267808105171
- Nederlandse Thesaurus van Auteursnamen: 095928391
- Istituto Centrale per il Catalogo Unico: RMLV042230
- LIBRIS: 198605
- SNAC: w6fx7wjr
- Système universitaire de documentation: 077907396
- Trove: 1137253
- Virtual International Authority File: 39569159
- WorldCat: E39PBJfMhP3xXcTt8GGymG46rq